# Bristol Type 172
El Bristol Type 172 fue un proyecto de bombardero cuatrimotor británico de largo alcance desarrollado por la Bristol Aeroplane Company. Está estrechamente relacionado con las propuestas Type 174 y Type 176.
En respuesta al interés oficial en el desarrollo de bombarderos estratégicos cada vez más capaces tras la Segunda Guerra Mundial, Bristol comenzó a trabajar a finales de 1946 en su propio nuevo diseño de bombardero, que hacía uso de tendencias de aviación relativamente nuevas, como la propulsión por turborreactor y un ala en flecha. El Type 172 despertó rápidamente el interés del Estado Mayor del Aire y, el 23 de julio de 1947, el Ministerio del Aire emitió la Especificación E.8/47 a Bristol. La empresa comenzó a trabajar en la evaluación integral de las propiedades aerodinámicas del Type 172 y otros atributos clave de rendimiento.
Para apoyar la fase experimental del proyecto, se ideó un modelo a media escala con capacidad de vuelo, el Type 174. Era geométricamente similar al Type 172 a escala real, pero estaba propulsado por un solo motor turborreactor Rolls-Royce Nene en lugar de las cuatro unidades. A medida que se desarrollaba el programa, se reconoció que el flujo subsónico inadecuadamente alto alrededor de la unión del ala con el fuselaje requeriría el rediseño del ala, por lo que los trabajos en el Type 174 se detuvieron en noviembre de 1947 y se emitió una revisión de la especificación E.8/47 el 8 de junio de 1948, que estipulaba numerosos requisitos y nuevos cambios de diseño. En respuesta, Bristol diseñó el Type 176.
Los trabajos en el Type 176 continuaron más que los esfuerzos anteriores y se alcanzó la etapa de maqueta a finales de 1948. Sin embargo, la dirección de la empresa consideró que se debían priorizar otros proyectos de la compañía, como el avión de pasajeros con turbohélice Bristol Britannia, y, debido a los recursos de diseño limitados, se abandonó la actividad en el Type 176. Nunca se completó ningún avión, ni a escala real ni de ningún otro tipo. Los conocimientos adquiridos en el proyecto se aprovecharon en varias otras propuestas de la compañía, incluido el Type 182, también conocido como Short Range Expendable Bomber (Bombardero Desechable de Corto Alcance).

## Diseño y desarrollo
Poco después del final de la Segunda Guerra Mundial, el Gobierno británico estaba muy interesado en desarrollar las capacidades de la flota de bombarderos estratégicos de la Real Fuerza Aérea. Este interés estaba presente en el Ministerio del Aire, que buscaba un bombardero de largo alcance y alta velocidad propulsado por cuatro motores turborreactores. En octubre de 1946, la Bristol Aeroplane Company decidió sacar a licitación su propio diseño, denominado Type 172. En términos de su configuración básica, era un monoplano de ala alta provista de una flecha hacia atrás de 45 grados. La propuesta de Bristol fue recibida calurosamente por el Estado Mayor del Aire, lo que llevó a la formulación de planes para un ejecutar un programa experimental para evaluar exhaustivamente la estabilidad, el control y la maniobrabilidad del diseño. El 23 de julio de 1947, el Ministerio del Aire remitió la Especificación E.8/47 ("Prototipos de modelos volantes para el Requisito Operativo 250") a Bristol.
Entre otros aspectos, este programa preveía la construcción de un modelo volante a media escala, que se denominó Type 174. Geométricamente similar al Type 172, el Type 174 iba a estar propulsado por un único motor turborreactor Rolls-Royce Nene y sería capaz de acomodar a un único piloto dentro de su cabina presurizada. El motor estaba instalado en posición central y el aire se alimentaba a través de entradas bifurcadas que, junto con el perfil de los tubos de escape, reproducían intencionalmente el flujo de aire externo previsto del avión a escala real. Además, en el diseño se incluyeron provisiones para la incorporación del control de la capa límite mediante succión; esto se probaría durante la parte posterior del programa de pruebas de vuelo. El Type 174 debía alcanzar las mismas velocidad y altitud que se habían proyectado para el Type 172, entre otros requisitos de rendimiento.
La investigación aerodinámica determinó que la forma original del diseño no funcionaría, específicamente debido a que el alto flujo subsónico alrededor de la unión ala-fuselaje no era adecuado, por lo que el borde de ataque del ala necesitaría ser aflechado. En consecuencia, durante noviembre de 1947 se detuvieron los trabajos en el Type 174 y se revisó la especificación E.8/47. La especificación actualizada, emitida formalmente el 8 de junio de 1948, solicitaba un monoplano más pequeño a escala 3/10 que estaría propulsado por el nuevo motor Rolls-Royce Avon; otros cambios incluían el uso de un ala en flecha montada semialta, una unidad de cola en flecha pero por lo demás convencional, una única entrada de aire en el morro y el uso de un tren de aterrizaje en tándem.
En respuesta a los cambiantes requisitos del Ministerio del Aire, Bristol ya había comenzado a producir su última revisión de diseño, designada Type 176, ya en febrero de 1948. Según el historiador de aviación C.H. Barnes, el progreso del Type 176 fue mayor que el del Type 172 o el Type 174; sin embargo, cuando se celebró la conferencia sobre la maqueta en octubre de 1948, la dirección de la empresa era cada vez más consciente de que sus recursos de diseño se habían repartido relativamente poco entre múltiples proyectos. En aquella época se consideró que proyectos como el Bristol Britannia, un avión de pasajeros que incorporaba una innovadora propulsión de turbohélice y era capaz de la entonces poco común hazaña de realizar vuelos transatlánticos regulares, tenían prioridad.
En consecuencia, los trabajos en el Type 176, de menor prioridad, se abandonaron en favor de otros proyectos de Bristol. A pesar de esta decisión, Bristol mantuvo un puñado de personas trabajando en esta área, quienes continuaron generando folletos de diseño y licitaciones según diversas especificaciones. Sus continuos esfuerzos en esta área condujeron al Type 182, también conocido como el Bombardero Desechable de Corto Alcance, que estaba destinado a ser operativamente similar a la bomba volante V-1 desplegada por la Alemania nazi durante la Segunda Guerra Mundial.

## Variantes
Type 172
Propuesta de un bombardero cuatrimotor de largo alcance, no construida.
Type 174
Variante a media escala del Type 172 para evaluación de diseño propulsado por un motor Nene, no construida.
Type 176
Avión de desarrollo revisado a escala 3/10 del Type 172 propulsado por un motor Avon, sólo maqueta, no construido.

## Especificaciones (Type 172 según diseño)
Referencia datos: Bristol Aircraft since 1919

### Características generales
- Tripulación: Cuatro
- Longitud: 30 m (98,4 ft)
- Envergadura: 34 m (111,5 ft)
- Altura: 8,5 m (27,9 ft)
- Superficie alar: 209 m² (2249,7 ft²)
- Peso vacío: 36 287 kg (79 976,5 lb)
- Peso máximo al despegue: 74 843 kg (164 954 lb)
- Planta motriz: 4× turborreactor Bristol.
  - Empuje normal: 40 kN (4079 kgf; 8992 lbf) de empuje cada uno.

### Rendimiento
- Velocidad máxima operativa (Vno): 970 km/h (603 MPH; 524 kt)
- Alcance: 8700 km (4698 nmi; 5406 mi)
- Techo de vuelo: 15 000 m (49 213 ft)

## Aeronaves relacionadas

### Secuencias de designación
- Secuencia Numérica (interna de Bristol): ← 167 - 170 - 171 - 172 - 173 - 174 - 175 - 176 - 182 - 188 - 191 →